# بلاعه (سطیف)
بلاعه (به عربی: بلاعة) یک شهرداری در الجزایر است که در استان سطیف واقع شده‌است. بلاعه ۱۴٬۶۶۶ نفر جمعیت دارد.